# Neal McCoy
Neal McCoy, pseudonimo di Hubert Neal McGaughey Jr. (Jacksonville, 30 luglio 1958), è un cantante statunitense.
Attivo dalla fine degli anni '80, nel corso della sua carriera ha pubblicato 12 album in studio nonché raggiunto 9 volte la top 10 e due volte la vetta della classifica country di Billboard relativa ai singoli.

## Biografia

### Esordi e anni '90
Nato da madre filippina e padre statunitense ma di origini irlandesi, McCoy cresce circondato da svariati stili musicali che avranno tutti una certa importanza sul suo stile. Inizia a esibirsi fin da bambino nel coro della chiesa, per poi entrare a far parte di una band R&B durante gli anni del college e avere una possibilità di aprire un concerto di Charley Pride nel 1981. Nel 1988 firma un contratto con 16th Avenue, etichetta indipendente con cui inizia a pubblicare alcuni singoli. In seguito al fallimento di tale etichetta, nel 1990 viene scritturato da Atlantic Records e pubblica il suo album di debutto At This Moment. Nel 1992 pubblica, sempre tramite Atlantic, l'album Where Forever Begins: come il precedente, anche questo progetto passa pressocché inosservato sul piano commerciale, seppur ottenendo un piazzamento alla numero 58 nella classifica album di Billboard relativa alla sola musica country.
Nel 1994 pubblica l'album No Doubt About It: prodotto in collaborazione con Barry Beckett, l'album ottiene risultati commerciali molto superiori rispetto a quelli dei precedenti, raggiungendo la certificazione platino negli Stati Uniti e la certificazione oro in Canada. I singoli No Doubt with It e Wink raggiungono inoltre la vetta della classifica country di Billboard e riescono ad entrare nella Billboard Hot 100, mentre The City Put the Country Back in Me raggiunge la posizione 5 nella classifica country.
I successivi album You Gotta Love That (1995) e Neal McCoy (1996) si dimostrano dei successi commerciali negli Stati Uniti, dove ottengono rispettivamente la certificazione platino e oro. Tutti i singoli estratti da You Gotta Love That riescono inoltre a ottenere piazzamenti nella top 10 della classifica country di Billboard. Seguono la pubblicazione del suo primo Greatest Hits (il quale viene certificato platino in madrepatria) e la partecipazione al singolo benefico One Heart at a Time, brano scritto da Victoria Shaw e atto a raccogliere fondi per la ricerca contro la fibrosi cistica. Nel 1999 pubblica l'album Life of the Party, l'ultimo prima della fine dei rapporti con Atlantic Records.

### Anni 2000 e 2010
Dopo aver firmato un contratto discografico con Giant Records, nel 2000 McCoy pubblica l'album 24-7-365, a cui farà seguito That's Life nel 2005. In seguito alla pubblicazione di quest'ultimo album, l'artista interrompe a lungo la realizzazione di musica inedita, limitandosi a pubblicare la raccolta The Very Best of Neal McCoy tramite Rhino Records nel 2008. Nel 2012 pubblica un album di inediti intitolato XII, il quale viene co-prodotto da alcune celebrità della musica country come Blake Shelton e Miranda Lambert.
Nel 2013 l'artista realizza il suo primo album di cover, Pride: A Tribute to Charley Pride, costituito essenzialmente da cover di Charley Pride. Nel 2016 viene pubblicato un secondo album di cover intitolato You Don't Know Me, a cui fa seguito l'anno successivo la raccolta Neal McCoy's Favorite Hits.

## Vita privata
McCoy ha conosciuto la sua futura moglie Miranda nel 1980, quando entrambi lavoravano nello stesso negozio. I due hanno avuto un figlio e una figlia.

## Filantropia
McCoy è capo dell'associazione benefica East Texas Angel Network, che si occupa di raccogliere denaro da devolvere a famiglie con bambini portatori di gravi malattie.

## Discografia

### Album

#### Album in studio
- 1990 – At This Moment
- 1992 – Where Forever Begins
- 1994 – No Doubt About It
- 1995 – You Gotta Love That!
- 1996 – Neal McCoy
- 1997 – Be Good at It
- 1999 – The Life of the Party
- 2000 – 24-7-365
- 2005 – That's Life
- 2012 – XII
- 2013 – Pride: A Tribute to Charley Pride
- 2016 – You Don't Know Me

#### Raccolte
- 1997 – Greatest Hits
- 2008 – The Very Best of Neal McCoy
- 2017 – Neal McCoy's Favorite Hits